# Angyalosi Gergely
Angyalosi Gergely (Budapest, 1953. április 2. –) Széchenyi- és József Attila-díjas magyar kritikus, irodalomtörténész, egyetemi tanár.

## Életpályája
1972-1977 között az ELTE BTK magyar-francia szakos hallgatója volt. 1981-ben bölcsészdiplomát szerzett.
1974 óta publikál kritikákat, tanulmányokat. 1977-1978 között vendéghallgató volt a párizsi École Normale Supérieure-ön. 1978-1980 között az ELTE BTK 20. századi magyar irodalomtörténeti tanszékén tudományos továbbképzési ösztöndíjban vett részt. 1980-1981 között szabadúszó nyelvtanár volt. 1981-1984 között a világirodalmi tanszéken volt aspiráns. 1984-ben a Magyar Tudományos Akadémia Irodalomtudományi Intézetének tudományos munkatársa, majd főmunkatársa lett; 1992 óta osztályvezetője. A Debreceni Egyetem etika és esztétika tanszékvezető egyetemi tanára.
Fontosabb kutatási területe a 20. századi magyar kritika története, a mai francia irodalomélmélet, valamint az 1950-es évektől számított francia filozófiai irányzatok.

## Művei
- A lélek lehetőségei. Líra és szubjektumelmélet összefüggései a század eleji Magyarországon; Akadémiai, Bp., 1986 (Irodalomtörténeti füzetek, 114.)
- Bíráló álruhában. Tanulmányok Karinthy Frigyesről; vál., szerk. Angyalosi Gergely; Budapest Főváros XI. Ker. Polgármesteri Hivatal–Maecenas, Bp., 1990
- Roland Barthes, a semleges próféta; Osiris, Bp., 1996 (Horror metaphysicae)
- A költő hét bordája; Latin Betűk, Debrecen, 1996
- Kritikus határmezsgyén; Csokonai, Debrecen, 1999 (Alföld könyvek, 4.)
- Múlt jövő időben. Írások Bodnár György 75. születésnapjára; szerk. Angyalosi Gergely; Universitas, Bp., 2003
- Romtalanítás. Kritikák, esszék, tanulmányok; Kijárat, Bp., 2004
- Ignotus-tanulmányok. Közelítések az "impresszionista" kritika problémájához; Universitas, Bp., 2007 (Klasszikusok)
- Irodalom a forradalomban. Emlékülés az MTA Irodalomtudományi Intézetében, 2006. október 5.; szerk. Angyalosi Gergely; Universitas, Bp., 2008
- A minta fordul egyet. Esszék, tanulmányok, kritikák; Kijárat, Bp., 2009
- Rejtett fényforrások; Kijárat, Bp., 2015
- Dekonstrukció és esztétika; Kronosz, Pécs, 2018 (Thienemann-előadások)
- Az állandó és a változó. Tanulmányok és kritikák; MIT, Bp., 2020 (MIT füzetek)

## Műfordításai
- Jacques Derrida–Immanuel Kant: Minden dolgok vége; ford. Angyalosi Gergely, Mesterházi Miklós, Nyizsnyánszky Ferenc; Századvég–Gond, Bp., 1993 (Horror metaphysicae)
- Jacques Derrida: A szellemről. Heidegger és a kérdés; ford. Angyalosi Gergely, Babarczy Eszter; Osiris, Bp., 1995 (Horror metaphysicae)
- Jolanta Jastrzębska: Tragikus és groteszk alakok a kortárs magyar irodalomban; ford. Angyalosi Gergely; Nemzetközi Hungarológiai Központ, Bp., 2001 (Officina Hungarica, 10.)

## Díjai, kitüntetései
- József Attila-díj (1997)
- Alföld-díj (1998)
- Széchenyi professzor ösztöndíj (1998-2001)
- Kosztolányi Dezső-díj (2000)
- Déry Tibor-díj (2000)
- Pro Literatura-díj (2001)
- Nemes Nagy Ágnes-díj (2004)
- a Szépírók Társaságának díja (2005)
- A Magyar Köztársasági Érdemrend lovagkeresztje (2007)
- Széchenyi-díj (2009)